# 帕里斯

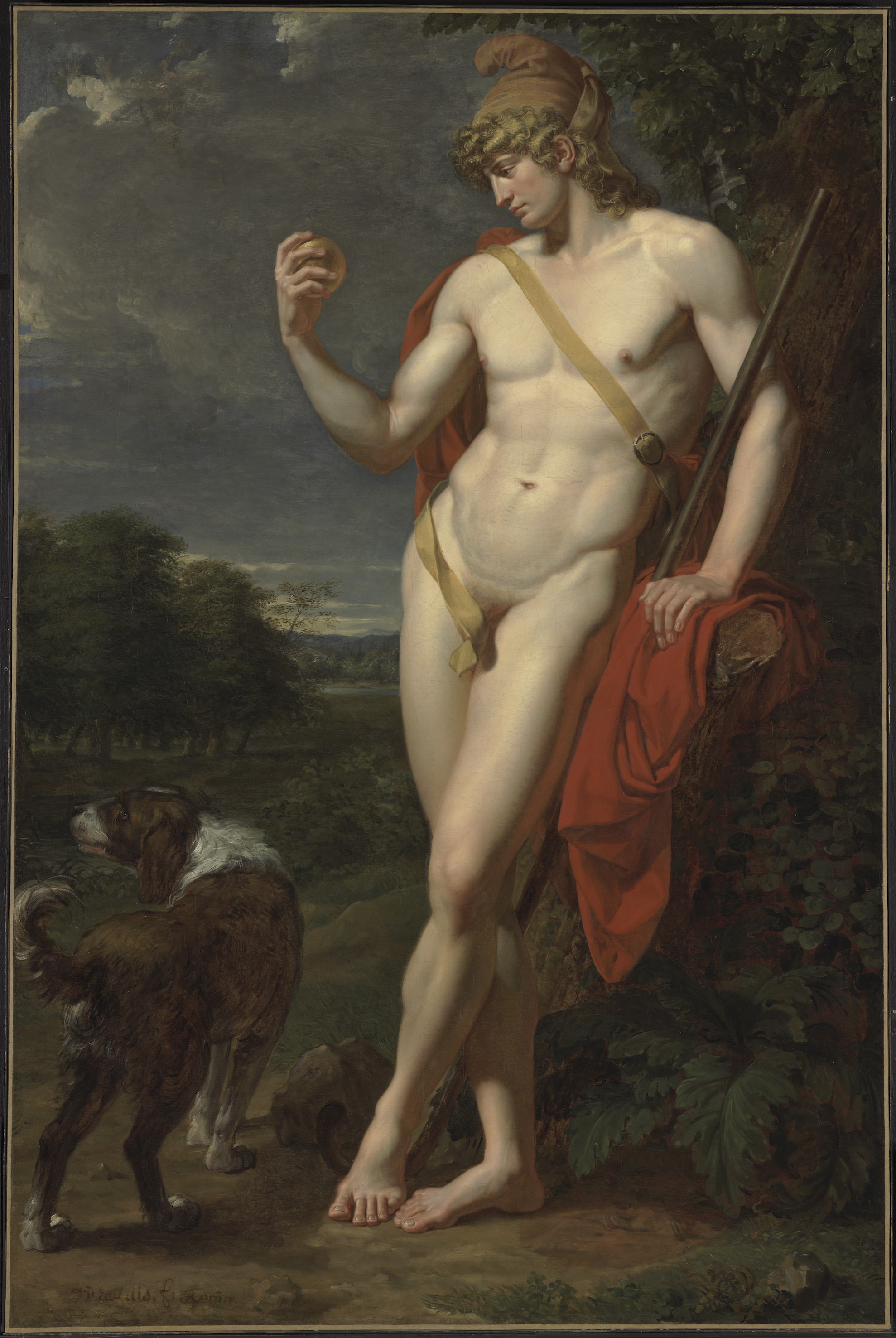
1787年法國畫家让-巴蒂斯特·弗雷德里克·戴马雷的筆下的帕裏斯

帕里斯，原名亞歷山大（Ἀλέξανδρος），為荷马史诗《伊利亚特》中的特洛伊王子。出生前因母親夢見自己生下一堆木柴，从这堆木柴中爬出无数条火蛇。按照卡尔卡斯先知的解释:赫卡柏将要生下的这个孩子会将整个特洛伊烧成一片火海火炬。因此，在帕里斯出生之前，埃萨科斯宣告说：在这孩子身上带着“上天的惩罚”。帕里斯出生後被丟棄山中，被一位牧羊人撫養，取名为帕里斯。中間經歷了金蘋果事件，在一次入城的機會中，被姊姊卡珊德拉認出，父母見他長相美好而欣喜，將他接回家中。後來因为爱上墨涅拉俄斯妻子海倫并将其带回特洛伊，因而引发了长达十年之久的特洛伊战争。

## 童年
在希臘神話中，帕里斯是普里阿摩斯和赫卡柏的兒子；在他出生之前，他母親夢見火炬，先知預言會為國家帶來災禍。
由于预言，他出生后被抛到伊得山上。在那里神女俄诺斯（Oenone）爱上了他。

## 帕里斯與特洛伊戰爭
由于“帕里斯的裁判”（金蘋果事件），阿佛洛狄忒帮助他拐走世界上最美的女子海倫，从而引起特洛伊战争。
在赫克托尔被阿基里斯杀掉后，帕里斯在阿波罗的帮助下射死了阿基里斯，但不久後他也死於希臘英雄菲洛克忒忒斯的毒箭（相傳該毒箭是海格力斯臨終前贈與菲洛克忒忒斯）。
帕里斯曾在临终的痛苦中请求他原来的妻子俄诺涅用她的药草治疗其被菲洛克忒忒斯击中的创伤，但遭到拒绝，使其最终伤重身亡。
在帕里斯死後，他的兄弟德弗巴斯娶了海倫，直到被墨涅拉俄斯殺害。之後墨涅拉俄斯帶走他的妻子回到斯巴達。

## 帕里斯與藝術
羅馬法爾內賽宮：在1597年至1602年的期間天頂畫局部的地方就有一幅壁畫名為「帕里斯與荷米斯」。
這幅畫展現的正是何米斯從天而降來到帕里斯面前的那一剎那。作者為—安妮巴來。卡拉齊. 這幅畫由何米斯倒懸以下，兩人的手因接過金蘋果而聯繫。
倫敦英國國家美術館：在1932年至1935年的木板油畫「帕里斯的審判」
帕里斯接過金蘋果之後，他的任務便是需要選擇最美的女神。三位女神象徵的各有不同。宙斯的妻子天后赫拉，代表着權力，雅典娜代表着能力與榮譽，阿芙蘿黛蒂，代表着愛情。天神的能力以及凡人的選擇，可想言之，這將會是一場賄選。

## 外部連結
- 'The Judgement of Paris' by William Etty （页面存档备份，存于）
- Lady Lever Art Gallery

1. ↑  江逐浪教授. . 台北: 大旗出版社. 2021年10月初版: 31–33.